# Україна (готель, Євпаторія)
Готель «Україна» — 5-поверховий чотиризірковий готель Євпаторії по вулиці Фрунзе, 42/19. Архітектурний стиль кінця 50-х років довгі роки робив цей готель візитною карткою міста. Кадри багатьох художніх фільмів 60-70-х років минулого століття відобразили саме цю знакову для Євпаторії будівлю. У 2008 році готель знову був відкритий після капітальної реконструкції. Оздоблення будівлі виконано за сучасними технологіями і з екологічно чистих природних матеріалів.
На території готелю знаходяться три басейни з підігрівом води та дитячий майданчик. У будівлі готелю «Україна» розташовано казино, тренажерний зал з сучасними тренажерами, косметичний салон та ресторан.